# Ginecônomo
Ginecônomos, (do grego γυναικολόγος, "gynaikológos"), é um termo presente no contexto educacional da Antiguidade, especialmente na Grécia Antiga, onde, por meio das mais diversas práticas educacionais, os ginecônomos, sendo magistrados atenienses, tinham como função a educação das mulheres, orientando-as nos mais diversos valores morais e nas boas maneiras aos quais elas deveriam realizar, tanto em locais privados quanto em locais públicos.

## Aspectos da educação na Grécia Antiga

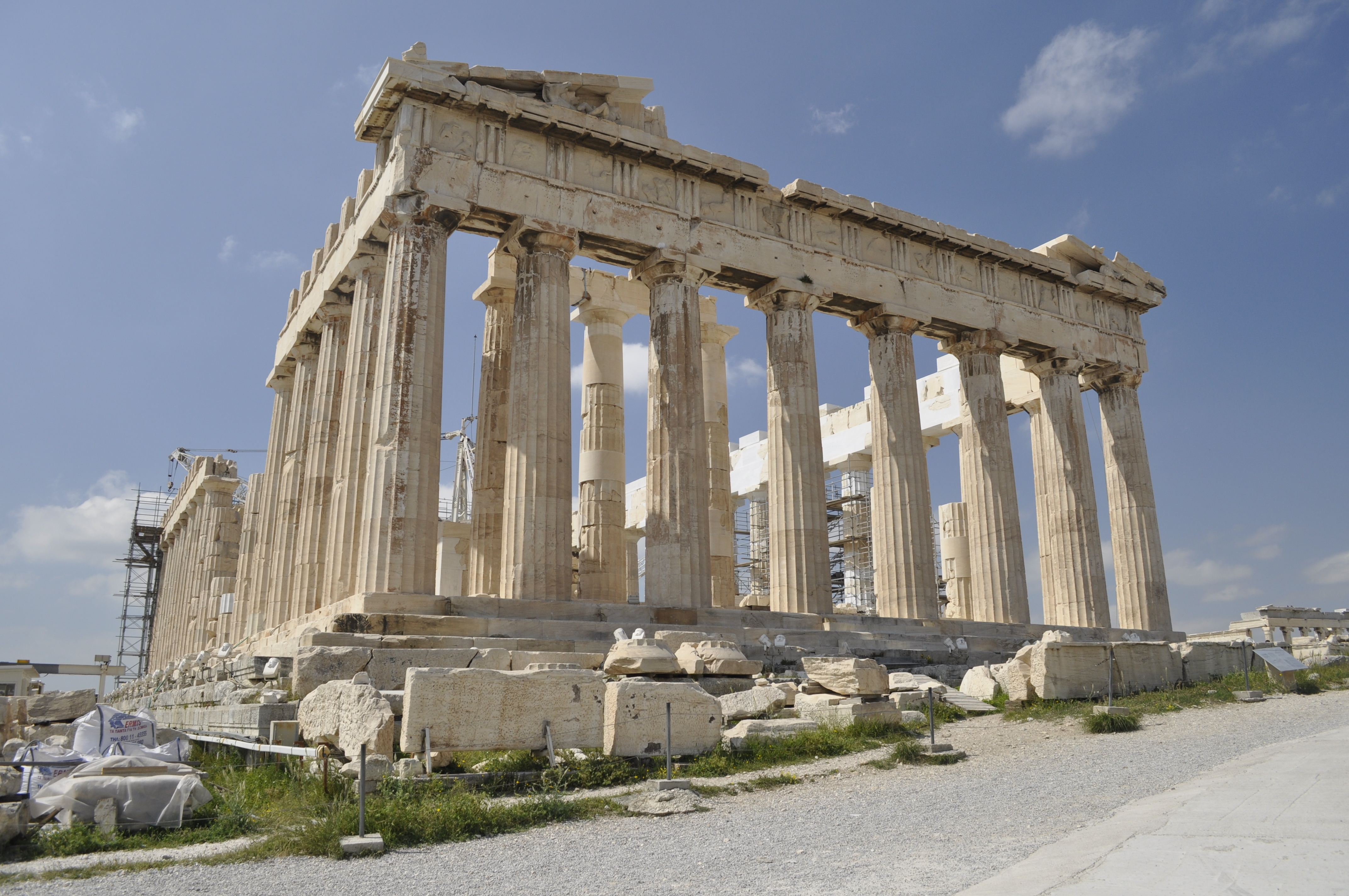
Espaço comum, Grécia Antiga

A educação clássica, especialmente na Grécia Antiga, é marcada por diversas práticas que buscam conduzir a pessoa a se tornar efetivo cidadão sendo voltada, de maneira especial, para os homens, que efetivariam a sua participação na pólis grega. De modo geral, as práticas e os modelos educativos passam a ser repensadas por volta do século VII a.C., onde surge uma maior preocupação sobre a elaboração prática do pensamento ocidental. Nesse sentido, a família se torna o primeiro espaço sociável do indivíduo e se torna o primeiro lugar ao qual se adquire regras de comportamentos, valores e concepções do mundo. Entretanto, no aspecto familiar, as mulheres exercem apenas um papel secundário, sendo submissas aos homens, não tendo papéis de grande destaque na pólis grega e, especialmente, no aspecto educacional.
Diante disso, destaca-se a relação das mulheres nos trabalhos de organizações domésticas, onde elas se responsabilizam pela tecelagem de fios e na organização da casa com os mais diversos acontecimentos familiares, isto é, os nascimentos, casamento e diversos outros eventos que a casa, enquanto família, estava sujeito a receber. Além do mais, a sua participação nas vias públicas, nos lugares comuns, era limitada e estava sempre sob os olhares atentos dos homens, ao qual eram submissas. Dentre as funções públicas das mulheres, pode-se destacar as seguintes: as participações em funerais, na partida e no retorno dos guerreiros, nos sacrifícios e nas festividades, onde dançavam e cantavam para alegrar o ambiente. Como se observa, as mulheres estavam voltadas para os serviços mais práticos relacionados com a boa segurança e sendo a fortaleza amorosa da família. As leis gregas eram as que influenciavam a consciência do cidadão, onde os ritos e mitos estipulavam valores comportamentais e a interpretação do mundo ao qual estavam inseridos, por conta disso, aos olhares gregos, era necessário ter comportamentos condizentes que favorecesse o bom relacionamento de todos os que estavam inseridos dentro da pólis e, neste aspecto comportamental, as mulheres não ficavam de fora.
Dentre os principais modelos educacionais da Grécia Antiga, se destaca a importância de Atenas e Esparta, sendo as principais pólis que serviam como modelo cultural, político e civil do mundo ocidental, porém, ambas sendo modelos opostos de pólis grega. No modelo educacional de Atenas, a base era em uma formação livre, onde, pela concepção de paideia, a formação humana deveria ser nutrida de experiência diversa, tendo o indivíduo como valor essencial e fomentando a sua capacidade de construção do mundo interior e social. Já em relação à Esparta, a concepção estava mais voltada para o pensamento militar, onde buscava formar o cidadão para se tornar guerreiro sendo estabelecido em uma sociedade compacta e fechada, essencialmente voltada para o combate. Em ambos os modelos, a mulher não tinha um papel ativo e principal, mas estava somente à sombra dos homens, logo, tais modelos serviam apenas para os homens.

## A educação na Grécia Antiga e a mulher

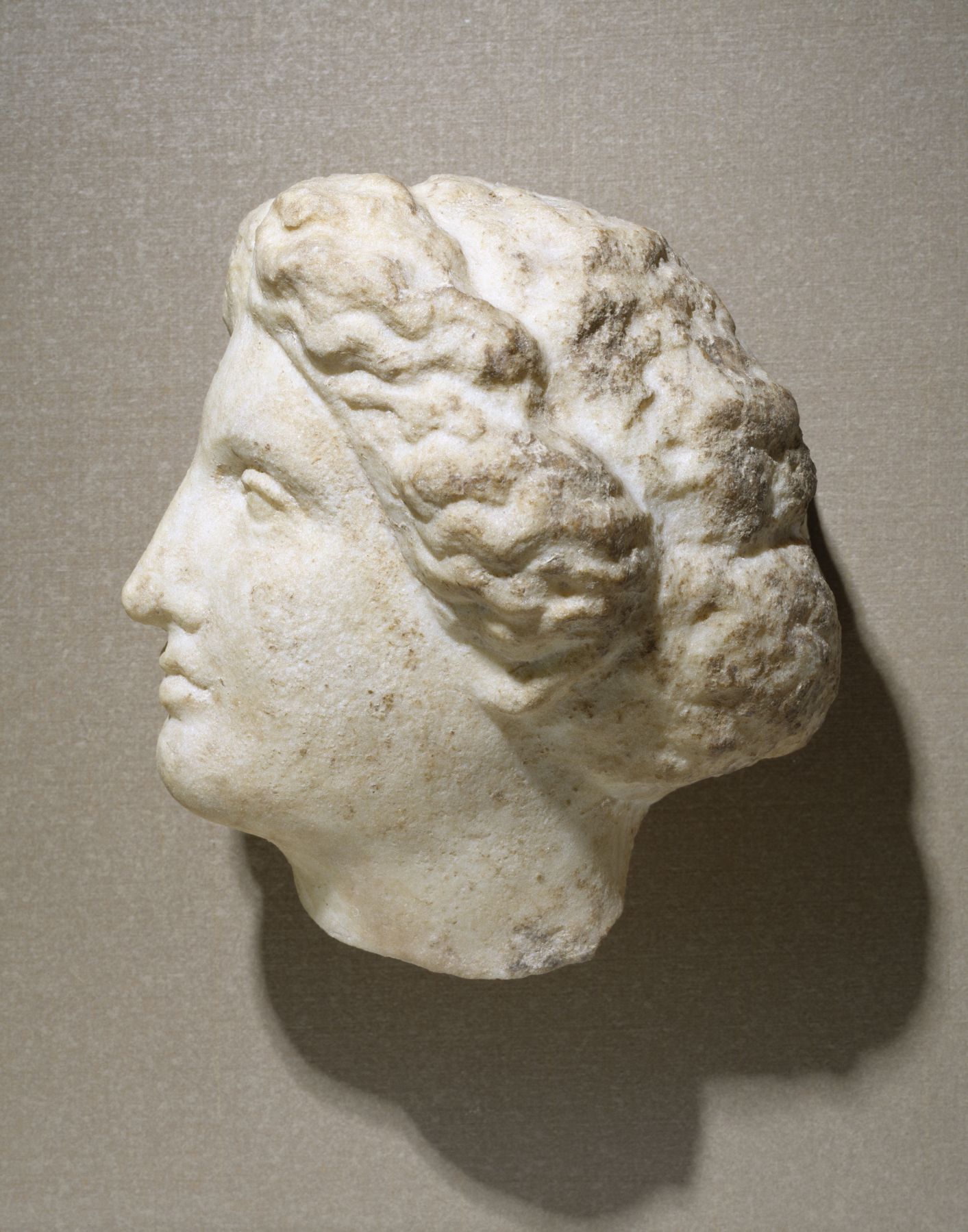
Grécia - Cabeça de uma mulher

No contexto geral da Grécia Antiga, o papel da mulher era pouco influente dentro da sociedade educacional, tendo somente instrução para aprender a ler, especialmente as mulheres atenienses. Entretanto, para Plutarco (46 - 120 a.C.), a mulher é tão capaz como o homem de acender aos valores da filosofia, e da educação como um todo, além de poder atingir a arete e de dar um contributo para a philia. Plutarco afirma, que as mulheres possuem diversas qualidades que são essenciais na pólis, dentre elas destacam-se: a temperança, a inteligência, a fidelidade, o sentido de justiça, a coragem, e a grandeza de espírito, que são as virtudes necessárias para que a pólis seja bem construída e edificada.
Diferentemente de Plutarco, um fragmento mais antigo de Menandro (340-290 a.C), faz um alerta aos homens que ousam atribuir algum tipo de educação a sua mulher. Neste fragmento, o autor afirma que "um homem que ensina a mulher a escrever deve saber que é como se estivesse a dar veneno a uma víbora", assim, se percebe o perigo que se pode ter, na visão do autor, ao possuir uma mulher com instrução dentro de casa, podendo levar a ruína da família e a sua divisão. A educação da mulher era processada, em grande medida, no ambiente doméstico e o marido era incumbido de realizar esta transmissão pedagógica.
No ambiente da pólis, a mulher deveria ser instruída, segundo os olhos de Platão, para o ensino da música e da ginástica, bem como a arte da guerra. Para Platão, homens e mulheres são dotados de capacidades diferentes, porém, ambos devem participar de todas as atividades da pólis, de acordo com sua natureza. Logo, uma cidade que não educa as mulheres, é apenas meia cidade. Entretanto, na prática, o homem tinha grande controle sobre a mulher e buscava meios que pudesse, em certa medida, controlar o papel das mulheres na sociedade ateniense. E é neste contexto que se desenvolve o papel dos ginecônomos, os magistrados ordeiros.

## O papel dos Ginecônomos

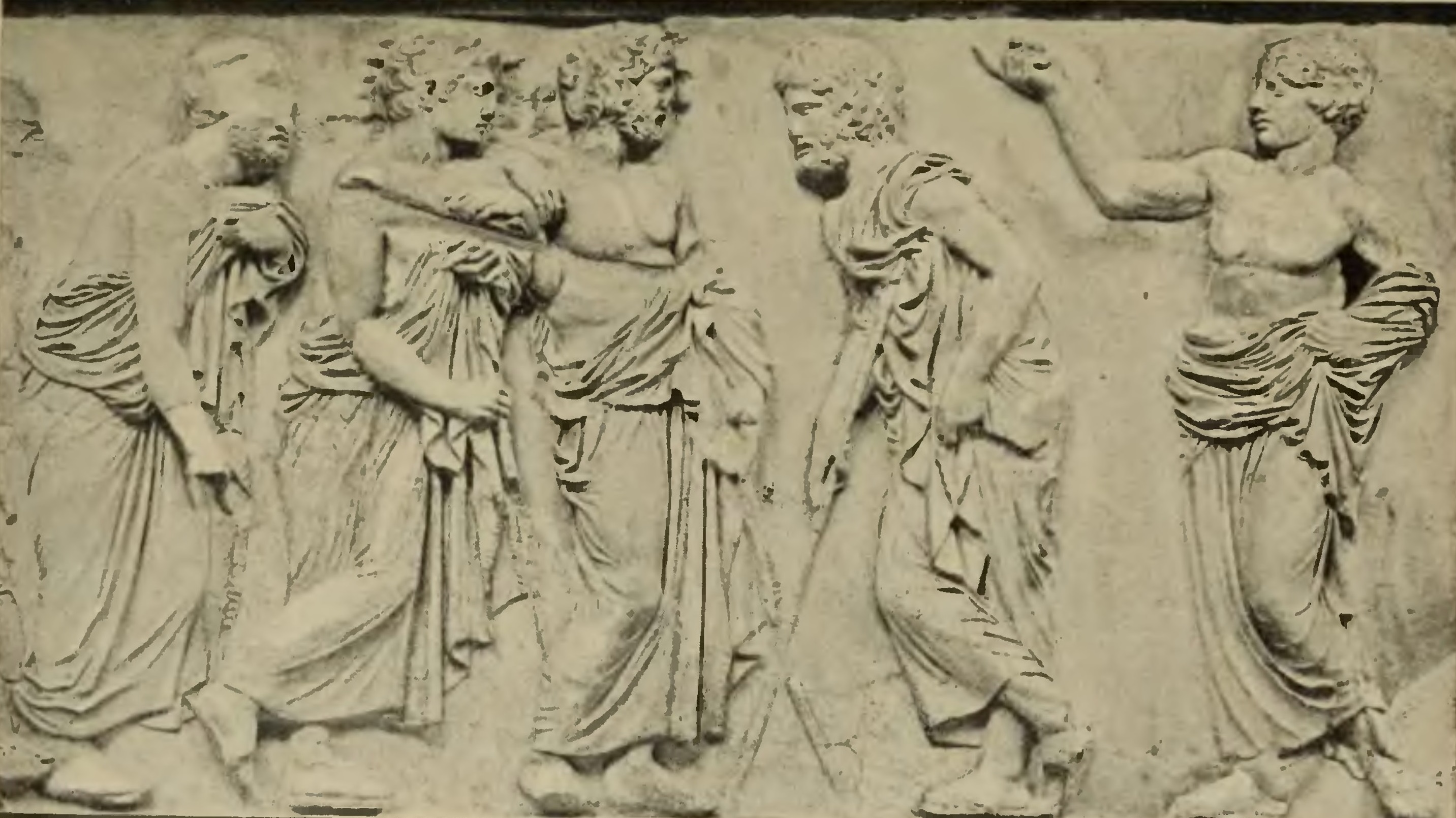
Consultoria de Magistrados Gregos

Os ginecônomos, palavra grega relacionada ao termo "mulher" (γυναίκες / gynaíkes), eram funcionários atenienses que tinha como função velar pelo comportamento das mulheres em locais públicos e privados. Em grande parte, eram compostos por magistrados atenienses que instruíam as mulheres na distinção e na justa medida entre o luxo e/ou adornos excessivos. Atuavam em diversas jurisdições atenienses e Magnésia de Meandro fui uma delas de grande importância e participação.
O papel destes magistrados atenienses, estavam voltados para instruir o comportamento feminino em reuniões, eventos civis e religiosos, buscando manter a ordem e a elegância que, segundo eles, a mulher deveria transmitir. As suas responsabilidades eram tidas em orientar e punir as mulheres desordeiras e ditar cada aspecto comportamental que a mulher deveria seguir ao estar presente em diversos eventos, aplicando correções e punições severas caso fosse necessário. Os ginecônomos significava, para o marido, controlar a mulher e o seu comportamento e não se envergonhar frente a sociedade grega antiga, pois, sabe-se que a educação da mulher era responsabilidade direta do marido, assim, um mau comportamento frente a sociedade, era a demonstração de uma má instrução por parte de marido. Os ginecônomos, sendo magistrados atenienses, aplicavam multas para as mulheres que se deixavam levar pelo luxo e adornos excessivos, utilizando assim, a lei a seu favor para ditar os comportamentos e as ações que as mulheres gregas deveriam seguir e, como consequência, para controlar as suas ações.
Neste aspecto, pode-se perceber que em sua jurisdição, tendo como principal Magnésia de Meandro, "os ginecônomos foram encarregados de aplicar as leis suntuárias", isto é, as leis que regulam hábitos e consumos  "[...] e velar pelo "bom aspecto" e, consequentemente, pelos bons costumes das mulheres adultas. Mas o regime prescrito em Magnésia em 196 antes de Jesus Cristo para as festas de Zeus Sosipólis, atribui aos ginecônomos um papel tão estreitamente paralelo ao dos pedônomos que nos permite concluir que a sua autoridade era extensiva à direção da juventude feminina (uns designavam nove mocinhas, outros, nove rapazes, "com os dois pais vivos", para tomarem parte na cerimônia".
Nesse sentido, percebe-se que o papel dos ginecônomos também estavam em ordenar as donzelas para terem bons hábitos na pólis grega e, dentre seus trabalhos, estava a função de selecionar mulheres para os mais diversos festivais e eventos e, a partir de tais eventos, aplicar suas correções e observações aos comportamentos das donzelas, além de manter os eventos refinados com presenças de mulheres finas e elegantes.
Dessa forma, é possível perceber que os ginecônomos tiveram grande importância no contexto educacional da antiguidade, especialmente na Grécia Antiga e na relação da educação e mulheres, pois, a cada orientação e correção, as mulheres se moldavam para cumprir as exigências da sociedade grega, alternando assim, o convívio e a relação social exigida pela pólis grega, demonstrando a desvalorização do papel da mulher presente na Grécia  Antiga.